# Елена Янкова
Елена Колева Янкова (1825 – 1901) – българска народна певица. Има богат репертоар от песни, обнародвани от сина ѝ Георги Колев Янков. Предала песните на дъщеря си Кина Янкова, от която Добри Христов (1875 – 1941) записал с мелодии 215 песни, обнародвани през 1913 г. в Сборник за народни умотворения, наука и книжнина.
Паметна плоча на Елена Янкова има в град Ямбол на улица „Елена Янкова“, срещу сградата на Областна администрация – Ямбол.